# 长总梗木蓝
长总梗木蓝（学名：Indigofera longipedunculata）为豆科木蓝属下的一个种。

## 扩展阅读
- 維基物種上的相關：长总梗木蓝